# Talkie Walkie
Talkie Walkie, pubblicato nel 2004, è il terzo album da studio del gruppo musicale francese AIR.

## Tracce
1. Venus – 4:04
2. Cherry Blossom Girl – 3:39
3. Run – 4:12
4. Universal Traveler – 4:22
5. Mike Mills – 4:26
6. Surfing on a Rocket – 3:43
7. Another Day – 3:20
8. Alpha Beta Gaga – 4:39
9. Biological – 6:04
10. Alone in Kyoto – 4:51

## Formazione
- Nicolas Godin (Sintetizzatore, Basso)
- Jean-Benoît Dunckel (Sintetizzatore)

## Curiosità
La quinta traccia dell'album prende il titolo dal regista Mike Mills, che ha diretto alcuni video musicali degli Air e realizzato per loro diverse copertine.
La decima e ultima traccia, intitolata Alone In Kyoto, è stata utilizzata come colonna sonora nel film Lost in Translation - L'amore tradotto.